# 685 TCN
685 TCN là một năm trong lịch La Mã.